# Chōkai (Schiff, 1932)

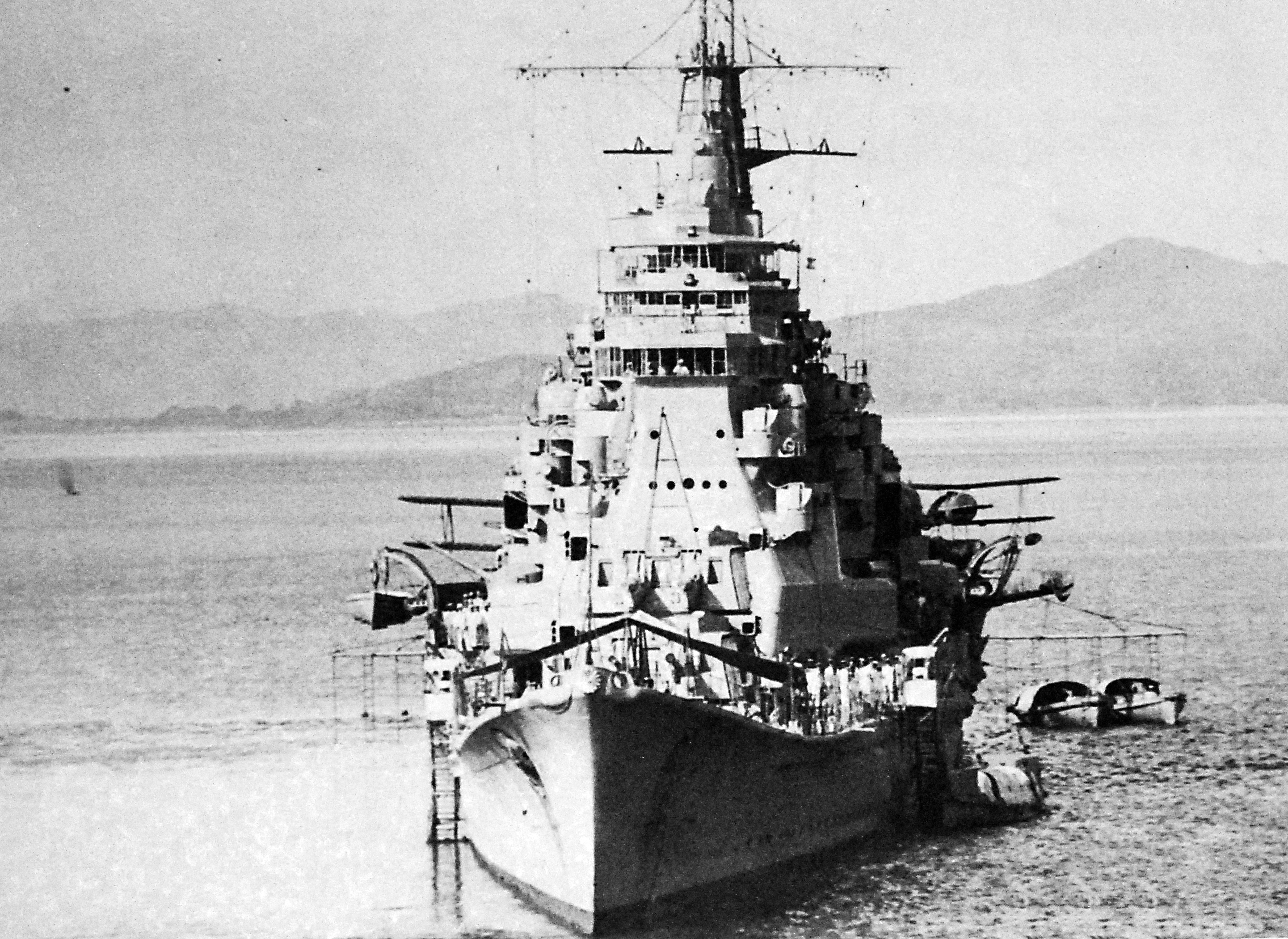
Frontsicht der Chōkai

Die Chōkai (jap. 鳥海) war ein Schwerer Kreuzer der Takao-Klasse der Kaiserlich Japanischen Marine. Er wurde im Pazifikkrieg eingesetzt und 1944 durch einen Luftangriff versenkt. Benannt war das Schiff nach dem Vulkan Chōkai auf der Insel Honshū.

## Bau
Ende der 1920er Jahre wurden die vier Kreuzer der Takao-Klasse in Auftrag gegeben. Die Kiellegung der Chōkai fand am 26. März 1928 in der Werft von Mitsubishi in Nagasaki statt und der Stapellauf am 5. April 1931. Nach der Fertigstellung am 30. Juni 1932 folgte die Indienststellung noch im selben Jahr.
Chōkai blieb das einzige Schiff ihrer Klasse, das keiner Modernisierung unterzogen wurde (bei Atago und Takao noch vor Kriegsbeginn durchgeführt, Maya Anfang 1944 zusammen mit der Reparatur der Schäden vom Luftangriff auf Rabaul). So hatte sie bis zuletzt keine Torpedowulste und kein erhöhtes Flugdeck, führte nur die alten Zwillingstorpedorohre sowie nur die ursprünglichen vier 12,0-cm-Einzelgeschütze als Mittelartillerie/Schwere Flak. Auch die leichte Flak blieb weit hinter den Schwesterschiffen zurück (1943 ersetzten zwei 25-mm-Drillinge seitlich der Brücke die dortigen MG, ferner kamen in zwei Stufen 25-mm-Einzelflak hinzu – die Enddotierung im Oktober 1944 waren damit zwei Drillinge, vier Zwillinge und 22 Einzelrohre, zusammen 36). Chokai erhielt zwar 1943 noch das Typ 21 Suchradar (auf dem Vormast) sowie Mitte 1944 zwei Typ 22 Feuerleitradargeräte (Brückenseiten), aber als einziger bis 1944 überlebender Schwerer Kreuzer der Japaner kein Typ 13 Luftwarnradar. Die diesbezüglichen Angaben aus der japanischen Fachliteratur (insbesondere Fukui Shizuo) waren lange streitig, konnten inzwischen jedoch durch die umfassenden Filmaufnahmen nach Entdeckung des sehr gut erhaltenen Wracks durch R/V Petrel in Detail belegt werden.

## Einsätze
Kapitän Watanabe Seishichi übernahm den Kreuzer am 20. Oktober 1940, der am 20. November 1941 als Bestandteil der 4. Kreuzerdivision das Flaggschiff der 1. Südexpeditionsflotte unter Vizeadmiral Ozawa Jisaburō wurde. Die 1. Südexpeditionsflotte gehörte zur 2. Flotte von Vizeadmiral Kondō Nobutake. Im Rahmen der Vorbereitung der japanischen Invasion Südostasiens verlegte die Chōkai Ende November nach Hainan in der Republik China.
Sie war 1942 das Flaggschiff von Vizeadmiral Mikawa Gun’ichis 8. Flotte während der Kämpfe bei den Salomon-Inseln.

### Südostasien und Indischer Ozean
Nachdem am 4. Dezember die Operation E gestartet worden war, operierte die Chōkai als Teil der Deckungsflotte für die Transporterkonvois vor Cap Ca mau und der Cam Ranh Bay.
Am 9. Dezember meldete ein japanisches U-Boot am frühen Nachmittag britische Schiffe, die sich mit 14 Knoten nahe der Anambas-Inseln auf Kurs Nordnordwest befanden. Hierbei handelte sich um die Force Z mit dem Schlachtschiff Prince of Wales, dem Schlachtkreuzer Repulse und vier Zerstörern. Vizeadmiral Kondō Nobutake beorderte die Chōkai zusammen mit der 7. Kreuzerdivision, dem Leichten Kreuzer Sendai und vier Zerstörern zu einem Nachtangriff gegen die Flotte, jedoch konnten sie die Briten nicht aufspüren. Dabei kam es zu einem für die Chōkai fast tragisch verlaufenden Zwischenfall. Ein Aufklärungsflugzeug meldete den Kreuzer fälschlicherweise als eines der britischen Schiffe, und 53 japanische Bomber formierten sich zu einem Angriff auf das Schiff. Erst als weitere Aufklärer das vermeintliche Ziel mittels Markierungen erleuchteten, erkannten die Piloten das eigene Schiff. Der Angriff wurde abgebrochen und die erneute Suche auf den nächsten Morgen verschoben. Die Force Z konnte am 10. Dezember von den Japanern versenkt werden.
Bis Mitte Januar 1942 fuhr die Chōkai weiteren Geleitschutz für die folgenden Invasionswellen zur Malaiischen Halbinsel.
Am Morgen des 10. Februar verließ die Chōkai mit der 7. Kreuzerdivision die Cam Ranh Bay und geleitete 25 Transporter nach Sumatra (Operation L). Eine kleine Aufklärungsmaschine der Chōkai entdeckte am 15. Februar die anlaufende ABDA-Flotte unter Konteradmiral Karel Doorman, die in der Folge von Kampfflugzeugen des Flugzeugträgers Ryūjō angegriffen wurde. Dabei gelang diesen die Beschädigung von zwei US-amerikanischen Zerstörern. Ein niederländischer Zerstörer lief am selben Tag in der Gaspar-Straße auf Grund und ging verloren.
Nur eine Woche später unterlief der Chōkai fast das gleiche Missgeschick, als sie bei Cap St. Jacques an der Sàigòn-Mündung eine Riffberührung hatte und ihren Rumpf beschädigte. Die anschließende Reparatur fand in einer Werft in Singapur statt.
Zur Deckung der japanischen Landungen im Norden Sumatras (Operation T) bei Sabang lief die Chōkai am 9. März zusammen mit der 7. Kreuzerdivision von Singapur aus. Ihr Einsatzort war drei Tage später Iri und am 20. März die Andamanen. Von dort aus lief sie nach Norden und erreichte am 28. März den Mergui-Archipel in Burma.
Ab dem 1. April nahm die Chōkai an der groß angelegten Operation C teil, bei der im Indischen Ozean neben Luftangriffen auf britische Stützpunkte auf Ceylon und Trincomalee auch mehrere Kriegsschiffe, Frachter und kleinere Einheiten versenkt wurden. Die Chōkai war dabei mit zwei Versenkungen beteiligt.
Nach diesem Einsatz wurde die Chōkai nach Yokosuka zurückbeordert, wo sie am 22. April eintraf. Drei Tage später übernahm Kapitän Hayakawa Mikio das Kommando über den Kreuzer. Am 3. Mai wurde die Chōkai in ein Trockendock gezogen, wo sie repariert und ihr neue zusätzliche Flugabwehrkanonen installiert wurden. Nach Beendigung der Arbeiten diente sie als Flaggschiff von Vizeadmiral Kondōs 2. Flotte.

### Midway und Salomonen
Zusammen mit der Atago legte die Chōkai am 27. Mai 1942 in Hashirajima ab und schloss sich der Angriffsflotte unter Vizeadmiral Kondo an, die in Richtung Midway lief. Während der Schlacht um Midway sollte die Chōkai die Midway anlaufenden Flugzeugträger decken, konnte jedoch deren Versenkung nicht verhindern. Nach der Schlacht kehrte der Kreuzer nach Kure zurück, wo er am 14. Juni einlief.
Einen Monat später setzte die Marineführung die Chōkai als Flaggschiff von Vizeadmiral Mikawa Gunichis 8. Flotte ein. Sie verlegte kurzzeitig nach Truk, bevor sie Ende Juli im Hafen von Rabaul eintraf.

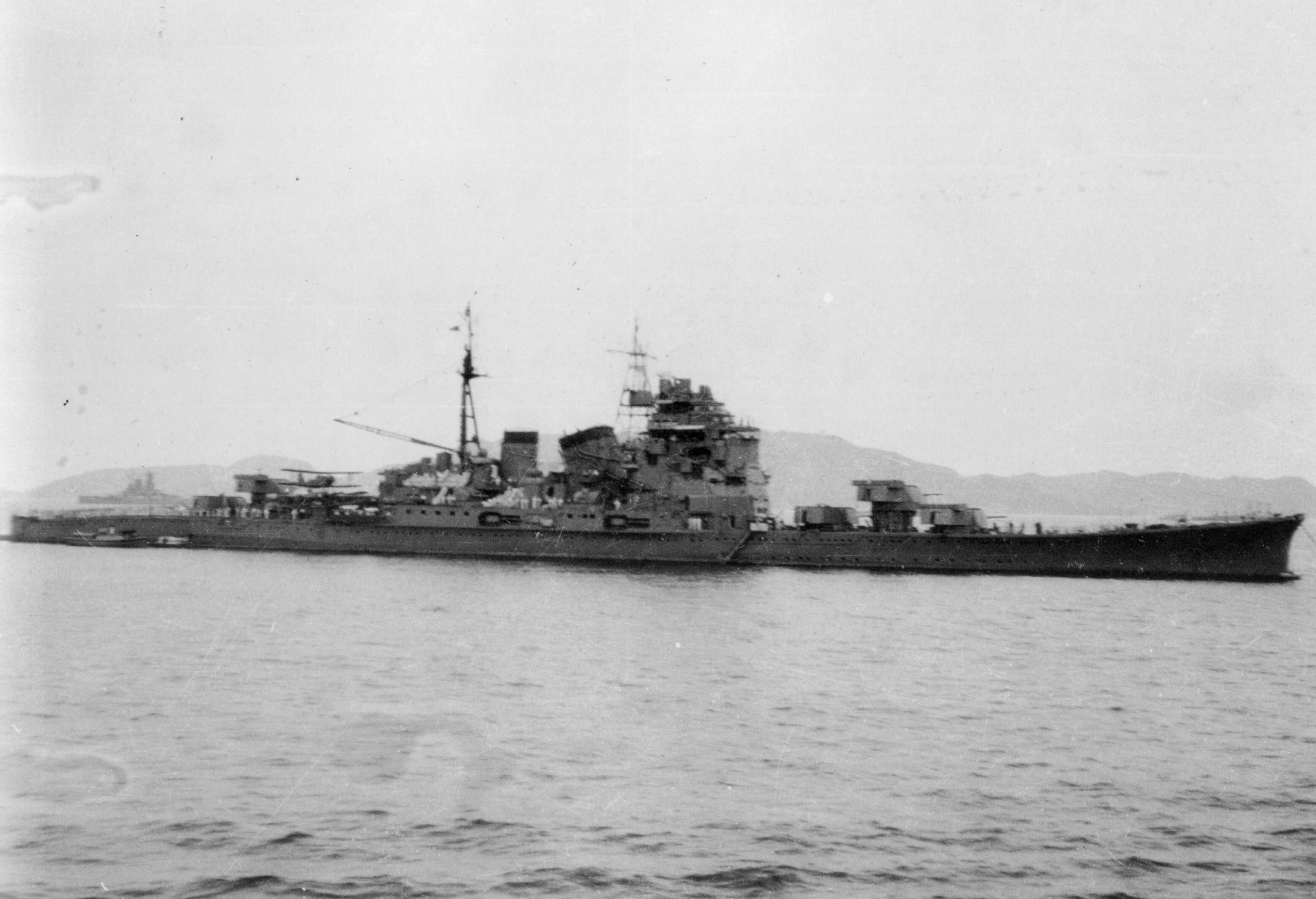
Chōkai 1942 bei Truk

Nachdem die Amerikaner Anfang August die Operation Watchtower zur Einnahme von Guadalcanal gestartet hatten, durchfuhr die Chōkai zusammen mit der 6. Kreuzerdivision die Moewe-Passage bei Kavieng um anschließend südlich in die Salomonen zu laufen, wo sie den Slot, die seichte See zwischen Bougainville, Santa Isabel und der Insel Savo, in Richtung Guadalcanal befuhr. Am frühen Morgen des 9. August erhellten Markierer, die von Flugzeugen der Chōkai, Kako und Furutaka abgeworfen worden waren, die Gewässer südlich von Savo und beleuchteten zwei Schwere Kreuzer sowie zwei Zerstörer der Alliierten. Vizeadmiral Mikawa eröffnete daraufhin umgehend die später benannte Schlacht vor Savo Island. Die Japaner konnten vier gegnerische Kreuzer versenken sowie einen weiteren Kreuzer und zwei Zerstörer beschädigen. In der letzten Phase des Kampfes erhielt auch die Chōkai einige Treffer von der Quincy und der Astoria. Dabei wurde ihr erster Geschützturm zerstört und 34 Besatzungsmitglieder getötet. Der Kreuzer begab sich daraufhin nach Rabaul, wo er bis zum 15. August repariert wurde.
Zusammen mit dem Zerstörer Isokaze setzte die Chōkai am 22. August wieder Kurs auf die Salomonen, wo sie mit der 6. Kreuzerdivision Fernschutz für die Nachschubkonvois (→ Tokyo Express) nach Guadalcanal fuhr. Im Rahmen dieser Aufgabe bombardierte ihr Flugzeug in den Monaten bis November mehrfach Lunga Point. An der vom 13. bis 15. November tobenden Seeschlacht von Guadalcanal war die Chōkai nur indirekt beteiligt, indem ihr Flugzeug Leuchtbomben über dem Flugplatz Henderson Field abwarf. Trotzdem wurde sie durch einen Nahtreffer leicht beschädigt und musste nach Rabaul zurücklaufen.
Am 1. März 1943 übernahm Kapitän Aruga Kōsaku in Yokosuka das Kommando über die Chōkai.
Mit den zwei Geleitträgern Taiyō und Chūyō, sowie vier Zerstörern befand sich die Chōkai am 9. April auf der Fahrt von Saipan nach Truk, als der Konvoi vom amerikanischen U-Boot Tunny mit Torpedos angegriffen wurde, die aber nur die Taiyō  leicht beschädigten.
Am 18. Juli kam es vor Kolombangara zu einem Zwischenfall mit amerikanischen Avenger-Torpedobombern, die die Heckpartie der Chōkai beschädigten.

### Truk, Gilbert- und Marshall-Inseln
Nach Bekanntwerden der amerikanischen Pläne zur wiederholten Bombardierung von Wake verlegte die Chōkai nach Truk und übernahm am 10. November die Aufgabe des Flaggschiffs der 4. Kreuzerdivision von der Atago.
Die Amerikaner starteten am 20. November die Operation Galvanic und begannen mit der Einnahme der Insel Tarawa. Die Chōkai bekam daraufhin den Befehl, mit einer Einsatzgruppe zu den Marshallinseln zu fahren, wo sie sich bis Anfang Dezember aufhielt. Anschließend kehrte sie nach Truk zurück.
Nach der erfolgreichen Durchführung der Operation Flintlock hielten die Amerikaner Anfang 1944 auch die Marshallinseln, so dass sich das Truk-Atoll nun in direkter Reichweite der Amerikaner befand und für die Japaner die Bedrohung immer spürbarer wurde. So verlegte auch die Chōkai am 10. Februar nach Palau. Dies geschah früh genug, so dass der Kreuzer den folgenden Angriff auf Truk nicht mehr miterlebte.

### Philippinen
Zusammen mit den beiden Kreuzerdivisionen 4 und 5 lag die Chōkai ab Anfang April im Hafen von Davao auf Mindanao in den Philippinen. Am 6. und 7. April sichteten drei amerikanische Unterseeboote die Kreuzer, konnten jedoch keinen Angriff starten.
Für den Rest des Monats April war die Chōkai an Trainingsmanövern in Lingga, südlich von Singapur beteiligt. Kurz darauf erkrankte Kapitän Aruga an tropischem Fieber und wurde am 6. Juni auf Tawi-Tawi von Kapitän Tanaka Jo abgelöst.
Die Chōkai verließ am 13. Juni Tawi-Tawi in Richtung Guimaras bei Panay als Mitglied der mobilen Flotte von Admiral Ozawa. Von dort aus fuhr die Flotte am übernächsten Tag durch die Visayas-See und die San-Bernardino-Straße in die Philippinensee mit Kurs auf Saipan zur Durchführung der japanischen Operation A-GO. Die Schiffe wurden von einem amerikanischen U-Boot gesichtet, das die Meldung noch am Nachmittag der Hauptstreitmacht übermittelte. Am 18. und 19. Juni entbrannte eine von den Japanern initiierte Luftschlacht, als deren Trägerflugzeuge versuchten, die Flugzeugträger der amerikanischen 5. Flotte anzugreifen. Es kam zum „Marianen-Truthahnschießen“, das für die Japaner mit sehr hohen Verlusten endete. Die Chōkai blieb unbehelligt und zog sich mit den anderen Schiffen nach Okinawa zurück.
Nach einigen Truppentransporten von Kure nach Okinawa schloss sich die Chōkai der ersten mobilen Einsatzflotte unter Vizeadmiral Kurita an, die am 22. Oktober in Richtung der Philippinen auslief. Nach der Schlacht in der Palawan-Passage, bei der die Chōkai unbeschädigt blieb, kam es am 24. Oktober zur Schlacht in der Sibuyan-See. Obwohl die japanischen Schiffe von starken amerikanischen Luftstreitkräften angegriffen wurden, wurde die Chōkai nicht beschädigt. Doch gegen 6:00 Uhr am nächsten Tag entbrannte die Schlacht vor Samar zwischen Kuritas Kampfverband und der aus Geleitträgern und Zerstörern bestehenden amerikanischen Task Group 77.4.3 („Taffy 3“). Dabei wurde der Kreuzer vom Geleitzerstörer Samuel B. Roberts angegriffen und von Torpedos sowie zahlreichen 5-Zoll., 40-mm- und 20-mm-Geschossen getroffen. Kurz vor 9:00 Uhr erschütterte eine zweite Explosion den Kreuzer, als die an Deck gelagerten scharfen Torpedos explodierten. Dies beschädigte ihre Maschine und das Ruder, worauf sie aus der Formation ausscherte und ostwärts trieb. Nur Minuten später trafen Bomben eines Flugzeugs der Kitkun Bay den vorderen Maschinenraum und setzten ihn in Brand. Der Zerstörer Fujinami konnte Überlebende der Chōkai an Bord nehmen. Unter ihnen war auch Kapitän Tanaka. Um 21:48 Uhr versenkte die Fujinami die Chōkai mit Torpedos.
Doch auch die Überlebenden an Bord der Fujinami wurden bei deren Versenkung getötet, als Flugzeuge der Essex den Zerstörer 130 Kilometer nördlich von Iloilo angriffen.

## Wrack
Am 5. Mai 2019 gab das Team an Bord des Forschungsschiffs Petrel bekannt, dass man das Wrack der Chōkai im Philippinischen Graben in einer Tiefe von 5.173 Metern entdeckt habe.

## Liste der Kommandanten
| Nr. | Name                               | Beginn der Amtszeit | Ende der Amtszeit | Bemerkungen                                                     |
| --- | ---------------------------------- | ------------------- | ----------------- | --------------------------------------------------------------- |
| -   | Kapitän zur See Miki Taichi        | 5. April 1931       | 1. Dezember 1931  | mit der Baubelehrung betraut                                    |
| 1.  | Kapitän zur See Hosogaya Boshirō   | 30. Juni 1932       | 1. Dezember 1932  | ab 1. Dezember 1931 mit der Baubelehrung betraut                |
| 2.  | Kapitän zur See Tanimoto Umataro   | 1. Dezember 1932    | 15. November 1933 |                                                                 |
| 3.  | Kapitän zur See Koike Shiro        | 15. November 1933   | 15. November 1934 |                                                                 |
| 4.  | Kapitän zur See Mikawa Gun’ichi    | 15. November 1934   | 15. November 1935 |                                                                 |
| -   | Kapitän zur See Kasuga Atsushi     | 15. November 1935   | 1. Dezember 1936  | Kommandant der Mutsu, mit der Wahrnehmung der Geschäfte betraut |
| 5.  | Kapitän zur See Okumoto Takeo      | 1. Dezember 1936    | 12. Juli 1937     |                                                                 |
| 6.  | Kapitän zur See Gotō Aritomo       | 12. Juli 1937       | 15. November 1938 |                                                                 |
| 7.  | Kapitän zur See Hoshina Zenshiro   | 15. November 1938   | 1. November 1939  |                                                                 |
| 8.  | Kapitän zur See Kouda Takero       | 1. November 1939    | 19. Oktober 1940  |                                                                 |
| 9.  | Kapitän zur See Watanabe Seishichi | 19. Oktober 1940    | 25. April 1942    |                                                                 |
| 10. | Kapitän zur See Hayakawa Mikio     | 25. April 1942      | 1. März 1943      |                                                                 |
| 11. | Kapitän zur See Aruga Kōsaku       | 1. März 1943        | 6. Juni 1944      |                                                                 |
| 12. | Kapitän zur See Tanaka Jo          | 6. Juni 1944        | 25. Oktober 1944  |                                                                 |

## Belege und Verweise